# SANKIワールドワイド
SANKIワールドワイド（さんきワールドワイド）は、東京都世田谷区に事務所を置く、日本の芸能事務所。

## 沿革
- 1973年5月16日 - 藤岡弘、が設立した三貴プロダクションを前身とする。その後、SANKIワールドワイドと合併し、現在に至る。